# Mickie Most
Mickie Most (Michael Peter Hayes) var en brittisk musikproducent och arrangör, född 20 juni 1938 i Aldershot, Hampshire, England, död 30 maj 2003 i London (bukcancer).
Han började sin karriär som sångare och fick en listplacering på UK Singles Chart med låten "Mister Porter" 1963. Han sadlade dock om till producent hos EMI Columbia Records, och hans första stora artist att producera blev The Animals. Most producerade deras berömda inspelning av "The House of the Rising Sun". Most producerade även låtar för Herman's Hermits, Donovan, Lulu, The Seekers, samt Jeff Becks tidiga solosinglar. Most producerade även albumet Little Games för The Yardbirds, vilket dock blev ett kommersiellt nederlag.
1969 startade han sitt eget skivbolag, RAK Records. Bolaget gav ut artister som Suzi Quatro, Mud, The Arrows, Hot Chocolate och Smokie. 1980 fick Kim Wilde kontrakt på bolaget.

## Fotnoter
1. ↑  http://www.officialcharts.com/artist/_/mickie%20most/